# William Catesby
William Catesby, född 1450, död den 25 augusti 1485, var en engelsk rådsmedlem, talman och rådgivare åt Rikard III av England. Han var son till Sir William Catesby av Ashby St Ledgers och hans fru Philippa, dotter till Sir William Bishopston. Catesby fick sin juridiska utbildning vid Inner Temple, ett av fyra Inns of Court, och han började sedan arbeta för William Hastings, 1:e baron Hastings. Catesby gifte sig med Margaret, dotter till William La Zouche, 6:e baron Zouche av Harringworth och efter att hans far dog 1478 fick Catesby ärva flera fastigheter i Midlands.
Catesby var med i Edvard V av Englands råd och senare blev han en av kung Rikards närmaste rådgivare. 1484 var han parlamentsledamot för Northamptonshire, där han även var talman. Catesby var en av två rådgivare (den andra var Richard Ratcliffe) som sade till kungen att ett giftermål med Elizabeth av York skulle skapa uppror i norra England. Catesby stred tillsammans med kungen i slaget vid Bosworth Field, där han tillfångatogs. Han avrättades den 25 augusti 1485 i Leicester och de flesta av hans fastigheter konfiskerades av Henrik VII av England; dock återtog hans äldste son George deras hem vid Ashby St Ledgers. En släkting i direkt nedstigande led till Catesby var Robert Catesby, som var hjärnan bakom krutkonspirationen år 1605.